# Гай Едуардс
Гай Едуардс (на английски: Guy Edwards) е британски автомобилен състезател, пилот от Формула 1. Роден на 30 декември 1942 г. в Маклесфийлд, Великобритания.

## Формула 1
Гай Едуардс прави своя дебют във Формула 1 в Голямата награда на Аржентина през 1974 г. В световния шампионат записва 17 състезания като не успява да спечели точки, състезава се за три различни отбора.